# HMS Dasher (1941)
HMS Dasher (D37) – brytyjski lotniskowiec eskortowy typu Avenger z okresu II wojny światowej, przebudowany ze statku handlowego.

## Służba
Budowa jednostki rozpoczęła się w stoczni Sun Shipbuilding (kontrakt Maritime Commission „Hull Sun-62”). Stępkę położono 14 marca 1940, zwodowano go 12 kwietnia 1941 i został nabyty przez United States Navy 20 maja 1941 jako AVG-5 (Także jako BAVG-5). Został następnie przebudowany przez firmę Tietjen & Lang, przekazany Royal Navy i w końcu wszedł do służby w brytyjskiej flocie jako HMS „Dasher” (D37) 2 lipca 1942.
Uczestniczył w operacji Torch wraz z siostrzanym HMS „Biter”. Przenosił wtedy samoloty Sea Hurricane (morską wersję myśliwca Hawker Hurricane) z 835 Naval Air Squadron. Samoloty z lotniskowca walczyły z francuskimi  myśliwcami Dewoitine D.520 sił rządu Vichy.
Po kilku rejsach, w których transportował samoloty na Morzu Śródziemnym, „Dasher” przypłynął do rzeki Clyde w marcu 1943 i po przedłużeniu pokładu lotniczego o 42 stopy (12,8 m) zaokrętował samoloty Fairey Swordfish.
Uczestniczył w eskortowaniu jednego konwoju, ale krótko po wyjściu w morze z drugim miał awarię silników i zawrócił. Krótko po wejściu do Firth of Clyde 27 marca 1943 na pokładzie miała miejsce duża wewnętrzna eksplozja i okręt po pięciu minutach zatonął na pozycji 55º40'N, 04º57'W.

## Zatonięcie
Sugerowano różne powody wybuchu, włącznie z uderzeniem jednego z własnych samolotów o pokład startowy i zapłonem paliwa wyciekającego z rozbitych zbiorników. Brak danych o tym co się naprawdę stało, ponieważ oficjalne wyjaśnienie skupiało się na zatuszowaniu największej straty ludzi na wojnie nie na skutek działań wroga. 379 z 528 ludzi zginęło pomimo szybkiej akcji ratunkowej i pomocy ze strony statków i łodzi ratunkowych z Brodick i Lamlash z wyspy Arran oraz z Ardrossan i Greenock z terenu Szkocji. Była to największa tego typu strata na macierzystych wodach brytyjskich. Wielu członkom załogi udało się wydostać z okrętu, ale zmarli na hipotermię lub w wyniku poparzeń doznanych od płonącego na powierzchni wody paliwa. Większość ofiar została pochowana w Ardrossan i Greenock.
Rząd w tym czasie, obawiając się obniżenia morale, bądź uwag o błędach konstrukcyjnych jednostki zbudowanej w USA, starał się zatuszować zatonięcie. Lokalne media otrzymały zakaz publikowania tekstów o tragedii, a władze nakazały pochowanie zmarłych w masowych, nieoznakowanych grobach. Po protestach członków rodzin ofiar, część zwłok zwrócono rodzinom. Ocaleli otrzymali rozkaz niemówienia o tym co się stało. Taka polityka została później skrytykowana i obecnie istnieją pomniki w Ardrossan i Brodick postawione ku czci tych, którzy zginęli. Miejsce zatonięcia znajduje się około połowy trasy promowej Caledonian MacBrayne pomiędzy Ardrossan i Brodick i jest chronione przez ustawę Protection of Military Remains Act.
Tekowe deski z pokładu lotniczego z lotniskowca HMS „Dasher” zostały wyrzucone na brzeg w Ardrossan w 1999. Były pokryte dziurami wydrążonymi przez świdraka okrętowca. Część z nich została przekazana na wystawę "Flotsam and Jetsam" w The O2, a inne są przechowywane w North Ayrshire Museum w Saltcoats.
Pojawiły się spekulacje, że ciało jednej z ofiar zatonięcia zostało wykorzystane przez brytyjski wywiad w operacji Mincemeat. Argumenty przemawiające za tą tezą przekazali John i Noreen Steele w swojej książce The Secrets of HMS "Dasher".

## Dowódcy
- R.Adm. Richard Bell Davies, VC, CB, DSO, RN
  - luty 1942 - 6 sierpnia 1942
- Cdr. Charles Nugent Lentaigne, DSO, RN
  - 6 sierpnia 1942 - 10 marca 1943
- Capt. Lennox Albert Knox Boswell, DSO, RN
  - 10 marca 1943 - 27 marca 1943[2]